# Trigonoptera ornata
Trigonoptera ornata är en skalbaggsart som först beskrevs av Macleay 1886.  Trigonoptera ornata ingår i släktet Trigonoptera och familjen långhorningar. Inga underarter finns listade i Catalogue of Life.